# Johannes Polyander
Johannes Polyander (Johannes Polyander van den Kerckhoven, Jehan Polyander van der Kerckhove), (Metz, França, 28 de março de 1568 — Leiden, Holanda, 4 de fevereiro de 1646), foi tradutor, teólogo calvinista, Doutor em Teologia pela Universidade de Genebra (1590) e Professor de Teologia da Universidade de Leiden.

## Vida
Nasceu em Metz, na França.  Seu pai era de Genebra, mas seguiu para o exílio em Lorena onde se tornou pastor protestante. Depois, a família se mudou para Heidelberg.  Em Heidelberg teve Franciscus Junius, O Velho como seu professor, se conseguindo o grau de Mestrado em 1589;  em 1590 formou-se Doutor em Teologia na Universidade de Genebra, tendo Théodore de Bèze como seu professor.  De 1591 a 1611 Polyander foi ministro da Igreja Valã em Dordrecht.  Foi contemporâneo e amigo de John Robinson (1575–1625), em Leiden, e chegou a fazer uma introdução a uma das obras de Robinson, que foi publicada em Leiden.
Em 1591, tornou-se pregador em Dordrecht, e mais tarde foi sucessor de Franciscus Gomarus como Professor de Teologia na Universidade de Leiden, onde deu aulas desde 1611.  Polyander era adversário dos remonstrantes, porém de caráter moderado.  Foi considerado uma figura conciliatória na sucessão de fatos que ocorreram em Leiden envolvendo Jacobus Arminius e Conrad Vorstius.
Seu epitáfio está em exibição na Igreja de São Pedro, em Leiden.
Jehan van der Kerckhove (1594–1660), Senhor de Heenvliet, foi seu filho e diplomata holandês.  Foi casado com Katherine Wotton (1609–1667) .

## Obras
Ele foi convidado pelos Estados Holandeses para revisar a tradução da Bíblia para o holandês (Statenvertaling, tradução autorizada pelos Estados Holandeses, em 1637), e foi ele quem editou os cânones do Sínodo de Dort (1618–1619).  Entre suas obras se incluem:
- Responsio ad sophismata A. Cocheletii doctoris surbonnistae (1610), contra o teólogo carmelita francês Anastasius Cochelet (1551–1624), opositor de Justus Lipsius;[15]
- Dispute contre l'adoration des reliques des Saints trespasses (1611);
- Explicatio somae prophetae (1625).